# Bozas
Bozas é uma comuna francesa na região administrativa de Auvérnia-Ródano-Alpes, no departamento de Ardèche. Estende-se por uma área de 12,5 km². Em 2010 a comuna tinha 256 habitantes (densidade: 20,5 hab./km²).